# Osric di Deira
Osric, "Osric Ælfricing Deira Cyning" (fl. VII secolo), è stato re di Deira (Inghilterra settentrionale) tra il 632/633 e il 633/634.
Era figlio del re di Deira Etelrico e dunque cugino o nipote del  bretwalda Edvino. Dopo la sconfitta e morte di Edvino nella battaglia di Hatfield Chase (632 o 633) ebbe il trono di Deira, mentre Eanfrith fu re di Bernicia. Secondo il resoconto del Venerabile Beda, mentre Edvino era stato cristiano, sia Osric, che Eanfrith erano tornati pagani. Per questo motivo la durata del loro breve regno non venne conteggiata in alcune cronache, che la aggiunsero alla durata del regno del cristiano Oswald.
Durante il suo regno dovette affrontare la prosecuzione dell'invasione del re Cadwallon di Gwynedd, della coalizione che aveva sconfitto Edvino. Sembra che Osric avesse assediato  Cadwallon, ma che questi in una sortita avesse sconfitto il suo esercito e Osric stesso fosse rimasto ucciso. Cadwallon uccise quindi anche il re di Bernicia, Eanfrith, ma venne a sua volta sconfitto e ucciso da Oswald, fratellastro di Eanfrith, che prese il potere anche su Deira. Dopo la morte di questi Il regno di Deira passò ancora al figlio di Osric, Oswine e dopo la sua morte fu definitivamente riunificato a Bernicia nel regno di Northumbria.